# Biblioteca Nacional d'Egipte
La Biblioteca i Arxiu Nacional d'Egipte (àrab: دار الكتب والوثائق القومية, Dar al-Kutub wa-l-Waṯāʾiq al-Qawmiyya, literalment ‘Casa nacional dels llibres i dels documents’) és la biblioteca nacional i l'arxiu nacional d'Egipte, situada al Caire. Fou creada el 1870 per un decret d'Ibrahim Paixà, a inspiració d'Ali Pasha Mubarak.